# W starym kinie
W starym kinie – cykliczny program Telewizji Polskiej emitowany od 23 maja 1965 do 25 maja 2000, w którym prezentowano starsze produkcje filmowe. Autorem i prowadzącym program był Stanisław Janicki. Był to najdłużej nadawany program filmowy w historii polskiej telewizji.

## Opis
Początkowo na program składały się audycje tematyczne, poświęcone konkretnemu aktorowi czy reżyserowi, w których prezentowano fragmenty starych filmów, przeplatane bogatym komentarzem autora. Z czasem formuła zmieniła się. Zaczęto prezentować całe filmy, poprzedzane przedmową Stanisława Janickiego.
Obecnie autor kontynuuje tradycje W starym kinie, prowadząc program W Iluzjonie nadawany przez Kino Polska, w którym prezentuje i komentuje przedwojenne polskie produkcje filmowe.